# 神经信息处理系统大会
神经信息处理系统大会（英語：Conference on Neural Information Processing Systems），前称NIPS，是一个机器学习和計算神經科學领域的学术会议，每年12月举行。

## 历史
1986年，加利福尼亚理工学院和贝尔实验室的学者提出设想。1987年首届举办。2000年前举办地均在美国丹佛，此后曾在美国、西班牙、加拿大多地举办。2015年会议为单轨制（single-track），2015年后改为双轨制（double-track）。

### 会议更名
由于nips也有乳头的意义，并遭人恶意炒作，曾有呼吁要求会议改名。2018年3月约翰霍普金斯大学超过120 位教授及学生向NIPS董事会发了一封公开信，要求改名以避免该缩写产生“容易遭受性骚扰的恶劣环境”。同年10月底董事会表示不会改名，引发了新一轮的抗议活动，相关的更名请愿获得接近2000人连署支持。2018年11月17日，董事会迫于压力正式将会议简称改为NeurIPS。

## 会议地点
- 1987–2000年: 美国丹佛
- 2001–2010年: 加拿大溫哥華
- 2011年: 西班牙格拉纳达
- 2012、2013年: 美国斯德特莱恩（英语：Stateline, Nevada）
- 2014、2015年: 加拿大蒙特利尔
- 2016年: 西班牙巴塞罗那
- 2017年: 美国长滩
- 2018年: 加拿大蒙特利尔
- 2019年: 加拿大溫哥華
- 2020年: 加拿大溫哥華（线上）
- 2021年: 线上
- 2022年: 美国新奥尔良